# Морено, Хави
Хавьер Морено Валера (исп. Javier Moreno Valera; род. 10 сентября 1974, Силья) — испанский футболист, нападающий. Главный тренер футбольного клуб «Бадалона». В составе «Алавеса» оформил дубль в финале кубка УЕФА 2001 года.

## Карьера игрока
Хави начинал карьеру в «Барселоне», однако так и не дебютировал в её составе. После нескольких лет выступлений за вторую и третью команды клуба игрок перешёл в «Кордову», где из-за отсутствия результативности надолго не задержался. Следующим клубом в карьере молодого игрока стал «Еклано», за который он забил шесть голов в шестнадцати играх. В сезоне 1997/98 Хави пополнил состав «Алавеса», однако форвард далеко не сразу пробился в основной состав. После удачного выступления за «Нумансию» на правах аренды, Хави в течение двух сезонов был основным нападающим и одним из лидеров команды. В сезоне 2000/01 он в составе «Алавеса» добрался до финала кубка УЕФА и забил в нём два гола, но его клуб всё-таки уступил «Ливерпулю» со счётом 5—4. Этот сезон был лучшим в карьере форварда. Своей блестящей игрой он заслужил приглашение в «Милан», однако в этой команде он не смог прижиться и в итоге вернулся в Испанию, в «Атлетико». Но ни в «Атлетико», ни в аренде в «Болтон», ни в своём следующем клубе «Сарагосе» Хави не смог выступать так, как в «Алавесе». В итоге футболист вернулся в когда-то забраковавшую его «Кордову» и внёс большой вклад в выход клуба в Сегунду. В сезоне 2007/08 он спас «Кордову» от вылета и провёл полгода в «Ибисе», где не смог проявить себя. Отыграв ещё полгода в «Лусене», Хави Морено завершил свою футбольную карьеру.

## Карьера в сборной
Будучи игроком молодёжных команд «Барселоны», Хави забил десять голов в шестнадцати матчах за сборную Испании до 18 лет. Походу своего лучшего сезона в карьере, сезона 2000/01, нападающий получил приглашение в сборную Испании, за которую провёл пять встреч и забил один мяч. Это был победный гол в матче против сборной Боснии и Герцеговины.

## Достижения
- Победитель Сегунды (1): 1997/98
- Финалист Кубка УЕФА (1): 2001
- Обладатель суперкубка Испании (1): 2004/05